# Réserve écologique de l’Érablière-du-Trente-et-Un-Milles
Die Réserve écologique de l'Érablière-du-Trente-et-Un-Milles ist ein im Jahr 1994 auf einer Fläche  von 606 ha gegründetes Schutzgebiet im Südwesten der kanadischen Provinz Québec in der regionalen Grafschaftsgemeinde La Vallée-de-la-Gatineau. 

## Lage
Es liegt 30 km südwestlich der Gemeinde Maniwaki, westlich der Matte-Bucht am Lac des Trente et Un Milles. Es repräsentiert und schützt die für das untere Gatineau-Gebiet bzw. die Ökoregion Lac Simon typischen Wälder, in denen die Gelb-Birke vorherrscht sowie der namengebende Ahornwald (französisch érablière). Hier finden sich neben dem Zucker-Ahorn einer der nördlichsten Standorte des Schwarzen Zucker-Ahorns.
Das Schutzgebiet ist typisch für die oberen Laurentiden, bzw. diesen Teil des Kanadischen Schilds. Der Untergrund besteht aus Kalkstein und Dolomit, daher gibt es hier zahlreiche Höhlen und Grotten. Stark von Fels und Gestein durchsetzte Braunerde, Podsol und Lithosol umschreibt die Böden der Region. 

## Flora
Neben der Gelbbirke findet sich eine Art der Gattung Hopfenbuche (Ostrya virginiana (Mill.) K. Koch), sowie Roteiche (Quercus rubra), Weymouth-Kiefer und Hemlocktannen. 

## Fauna
Elch, Weißwedelhirsch, Biber und zahlreiche Wasservögel sind die auffälligsten Vertreter der lokalen Fauna.

## Namensgebung
Der Name des Gebiets ist vom gleichnamigen See abgeleitet.